# Gramado Challenger 2001
Il Gramado Challenger 2001 è stato un torneo di tennis facente parte della categoria ATP Challenger Series nell'ambito dell'ATP Challenger Series 2001. Il torneo si è giocato a Gramado in Brasile dal 6 al 12 agosto 2001 su campi in cemento.

## Vincitori

### Singolare
Barry Cowan ha battuto in finale  Andy Ram con il punteggio di 2–6, 6–4, 6–3

### Doppio
Dejan Petrović  /  Andy Ram hanno battuto in finale  Adriano Ferreira /  Daniel Melo con il punteggio di 6–4, 6–4